# Udvardy László (mérnök)
Udvardy László (Lugos, 1939. szeptember 7.) erdélyi magyar mérnök, műszaki szakíró, helytörténetíró, népművelő.

## Életútja
Középiskoláit szülővárosában végezte (1956). A temesvári Műegyetemen 1967-ben útépítési és -karbantartási mérnöki diplomát, 1972-ben szakmérnöki diplomát szerzett, majd ugyanott doktorált 2000-ben, közben a bukaresti Számítógépes Adatfeldolgozó és Konzultációs Továbbképző Központban számítástechnikai rendszerelemző képesítéseken vett részt (1976–77, 1984, 1988); 1992-ben a Német Szövetségi Közlekedéskutató Intézet ösztöndíjasa volt az úthálózat-stratégiák fejlesztése témakörben, 2002-ben az MTA Domus Hungarica ösztöndíjasa a bánsági helytörténet-kutatási témakörben.
1967-től a Temesvár Tartományi Út- és Hídügyi Igazgatóságon a központi építőtelep mérnöke, főmérnöke, majd igazgatója, 1973-tól a tartományi számítástechnikai osztály vezetője, 1990–95 között tartományi igazgatója, majd nyugdíjba vonulásáig (1998) a tartományi minőségbiztosító és -ellenőrző osztály vezetője. Vállalatvezetőként elsőnek az országban útügyi számítástechnikai osztályt létesített és vezetett. Irányításával építették ki, illetve korszerűsítették a tájegység országúthálózatának jelentős hányadát.
Közben 1972-től a temesvári Műegyetem Építészeti és Műépítészeti Karának külső munkatársa, 1994–96 között egyetemi előadó az Építészeti Management és Közlekedés Karon. Előadott tárgyai: közúti informatika, utak, hidak és autópályák a közlekedési rendszerben, közúthálózat-fejlesztési stratégiák integrált menedzsment segítségével. 1980–90 között az Épületviselkedés in situ kutatása Országos Bizottságának alapító tagja. 1972-től a lugosi József Attila Irodalmi Kör alelnöke, 2002-től ugyanitt az Arató Andor Egyesület tiszteletbeli elnöke. 1990-től a Romániai Út- és Hídügyi Szakmai Testület Bánsági Egyesületének alapító tagja, 1990 és 1996 között a Bánsági Tartományi Egyesület alelnöke. 2002-től az MTA határon túli köztestületi tagja.

## Munkássága
Műszaki-tudományos közleményei – elsősorban a műszaki-gazdasági útügyi számítástechnikai fejlesztés, alkalmazás és rendszerelemzés témakörben – hazai szaklapokban, ill. tudományos konferenciák kiadványaiban (125 szakdolgozat), valamint nemzetközi konferenciákon, útügyi világkongresszusokon jelentek meg. 1972–2002 között 39 szaktanulmány egyéni, ill. társszerzője. Az országos útügyi alágazat műszaki-informatikai rendszerének egyik kidolgozója és alkalmazója, egyetemi előadója. Kutatási területei a rendszerelvű útstratégiák elemzése, modellezése, tervezése és fejlesztése; az út-adatbank tervezése és alkalmazása; az útstratégiák több szempontú, funkcionális, matematikai és informatikai integrálása; közút és környezetvédelem; a rendszerelvű út-kalimetria; a virtuális közlekedésbiztonság modellezése; az integrált útstratégiák kibernetikus műszaki-gazdasági-társadalmi nagyrendszere régiós, országos és eurorégiós távlatainak elemzése.
Ismeretterjesztő írásokkal A Hétben, a TETT-ben és a temesvári Kilátó II. kötetében jelentkezett. Szépirodalmi közlésekkel szerepelt a lugosi József Attila Irodalmi Körben, a temesvári Ady Endre Irodalmi Körben, majd a Franyó Zoltán Irodalmi Kör tagjaként, a Szabad Szó, az Új Élet, a Művelődés, a Lépcsők c. antológiák I–IV. köteteiben. Több színműve a Lugosi Népszínház Magyar Tagozata és a Temesvári Állami Magyar Színház művészeinek felolvasásában került bemutatásra. Helytörténeti témakörbe tartozó írásokat a temesvári Szabad Szóban, az Új Életben, a temesvári Heti Új Szóban, a Mindenki kalendáriumában (2000, 2001, 2003) és a Lugosi Krónika c. kötetben (1998) közölt; ezek tárgya többek között Lugos város zenei múltja, az 1898-as első román nyelvű Anonymus-fordítás lugosi megszületése és 1899-es nagyszebeni kettős közzététele, a város magyar kiválóságainak tevékenységét, a Bánságot bemutató kartográfia felkutatása és bemutatása.
1998-tól a Heti Új Szó szerkesztőbizottságának külső tagja és munkatársa; itt közölte 1998–2000-ben 50 folytatásban átfogó tanulmányát a történelmi Bánság úthálózatának múltjáról, kialakulásáról és fejlődéséről.

## Díjak, elismerések
Munkásságáért a Magyar Mérnöki Kamara 2008-ban Lukács Béla-díjjal tüntette ki.